# Greatest Hits (álbum de Will Smith)
Greatest Hits es un álbum de Grandes Éxitos de Will Smith publicado en 2002 por Columbia Records. Incluye los temas principales de las bandas sonoras de la película Men in Black y de la serie de televisión El príncipe de Bel Air

## Lista de canciones
1. "Girls Ain't Nothing but Trouble" (featuring DJ Jazzy Jeff) – 4:49
2. "Parents Just Don't Understand" (featuring DJ Jazzy Jeff) – 5:14
3. "Nightmare On My Street" (featuring DJ Jazzy Jeff) – 4:58
4. "The Fresh Prince of Bel-Air" – 2:55
5. "Summertime" (featuring DJ Jazzy Jeff) – 4:29
6. "Just Cruisin'" – 3:59
7. "1,000 Kisses" (featuring Jada) (radio edit) – 3:50
8. "Men in Black" (featuring Coko of SWV) – 3:47
9. "Gettin' Jiggy Wit It" – 3:48
10. "Miami" – 3:17
11. "Freakin' It" – 3:59
12. "Will 2K" (featuring K-Ci) – 3:54
13. "Wild Wild West" (featuring Dru Hill & Kool Mo Dee) – 4:05
14. "Nod Ya Head" (The Remix) (featuring Christina Vidal)– 3:45
15. "Just the Two of Us" – 5:15

- Datos: Q3776212